# اللوزيين (صدينة)
اللوزيين هو دُوَّار يقع بجماعة صدينة، إقليم تطوان، جهة طنجة تطوان الحسيمة في المملكة المغربية. ينتمي الدوّار لمشيخة صدينة التي تضم 6 دواوير. يقدر عدد سكانه بـ 1321 نسمة حسب الإحصاء الرسمي للسكان والسكنى لسنة 2004.

## روابط خارجية
- البوابة الوطنية للجماعات الترابية
- المندوبية السامية للتخطيط